# POP/STARS
『POP/STARS』（ポップスターズ）は、バーチャルキャラクターのK-POPグループであるK/DAの歌。2018年のLeague of Legends国際選手権のプロモーション活動の一環として、2018年11月3日にシングルでリリースされた。このシングルは瞬く間に流行し、YouTubeに投稿されたミュージック・ビデオは非常に速く再生数が増加した。(G)I-DLEのソヨンとミヨン、マディソン・ビアー、ジャイラ・バーンズが声を担当し、大会の決勝ではライブパフォーマンスを行った。ミュージックビデオはフランスのスタジオ「Fortiche Production」が制作した。
ミュージック・ビデオはYouTubeでの再生数が公開から48時間で1300万回を突破し、全米のiTunesダウンロードランキング K-Popカテゴリーで1位を獲得した。2018年12月4日には、YouTubeにおけるミュージック・ビデオの再生数が1億回を突破した。